# Дарсонваль, Лисет
Лисет Дарсонваль (фр. Lycette Darsonval, наст. имя Alice Andrée Marie Perron; 12 февраля 1912 — 1 ноября 1996) — французская балерина, хореограф и педагог.

## Биография
Родилась 12 февраля 1912 года в Кутансе департамента Манш. Получила образование в школе Парижской национальной оперы (1925—1930; училась у К. Замбелли, её преподавателями также были Ж. Куа, Л. Н. Егорова, А. Авелина и др.).
С 1938 года — хореограф (дебютная работа — совместная постановка с В. Саркисян на вечере балетных миниатюр).
Одна из ведущих артисток балета Парижской оперы (1930—1934 и 1936—1953), в 1940 году достигла звания étoile.
Гастролировала по США совместно с С. Лифарем, где танцевала в балетах «Жар-птица» и «Видение Розы». В 1953—1955 годах в составе своей труппы посещала Великобританию, Японию, Италию, Испанию и т. д. С 1957 по 1959 год возглавляла школу парижской Оперы.
В 1960 году ушла со сцены и основала частное учебное заведение. С 1962 года — преподавательница консерватории в Ницце.
Умерла 1 ноября 1996 года в городе Сен-Ло, департамент Манш.

## Партии
В постановках С. Лифаря: «Творение Прометея» (Пастушка), «Ориана и Принц любви» Шмитта (Ориана), «Принцесса в саду» Гровле (Принцесса), «Жоан из Цариссы» В. Эгка (герцогиня де Фёр), «Сюита в белом» (музыка Лало; главная партия).
Главные партии в балетах «Хрустальный дворец» Дж. Баланчина, «Два голубя» А. Мессаже (балетмейстер Л. Мерант) и т. д.